# Vincent Guérin
Vincent Guérin (Boulogne-Billancourt, 22 de novembro de 1965) é um ex-futebolista francês.

## Carreira
Sua carreira, que durou 18 anos, teve início em 1984 no Stade Brestois. Pela equipe bretã, jogou 91 partidas e marcou dez gols. Teve passagens medianas por Matra Racing (atual Racing Club de France) e Montpellier (onde conquistou o título da Copa da França de 1989-90 e a Copa da Liga de 1991-92), antes de ser contratado pelo Paris Saint-Germain em 1992.
Na equipe parisiense, Guérin cinco de seus seis títulos na carreira (Campeonato Francês de 1993-94, Taça dos Clubes Vencedores de Taças 1995-96 e Supercopa da França de 1995 além de três Copas da França e três Copas da Liga). Em 1998, deixa o PSG.
Após fracassar nas negociações com Sunderland e West Ham (ambos da Inglaterra), ele vai para a Escócia para atuar no Hearts, única equipe não-francesa que defenderia. Atuou em 19 partidas, marcando um gol. Ficou dois anos parado até retornar à França para defender o Red Star 93. Sem uma sequência de jogos, o meia resolveu abandonar os gramados, aos 36 anos.

## Seleção Francesa
Pela Seleção Francesa de Futebol, Guérin disputou 19 partidas, marcando um gol.
Fez parte do elenco que disputou a Eurocopa de 1996, tendo participado dos cinco jogos da França no torneio.

## Doping
Em 1997, a Federação Francesa de Futebol noticiou que Guérin foi reprovado no exame antidoping após partida do PSG. O meia tentou recorrer, mas não teve sucesso. Como punição, ele foi suspenso por 18 meses.
Guérin recorreu novamente, desta vez ao Tribunal Federal Administrativo, em Versalhes, contestando a decisão da FFF. O tribunal confirmou uma explicação do jogador, de que o antidoping tinha sido feito indevidamente. Com isto, a punição a Guérin foi anulada.